# The Ministry of Ungentlemanly Warfare
The Ministry of Ungentlemanly Warfare är en amerikansk krigs- och dramafilm som hade premiär den 19 april 2024 i USA. Filmen är regisserad av Guy Ritchie, efter ett manus skrivet av Ritchie, Paul Tamasy, Eric Johnson och Arash Amel som i sin tur är baserat på en roman av Damien Lewis.

## Handling
Filmen kretsar kring en liten grupp högkvalificerade soldater med uppdrag att slå till bakom fiendens linjer under andra världskriget.

## Rollista (i urval)
- Henry Cavill – Gus March-Phillipps
- Eiza González
- Alan Ritchson – Anders Lassen
- Henry Golding
- Alex Pettyfer – Geoffrey Appleyard
- Hero Fiennes Tiffin
- Babs Olusanmokun
- Til Schweiger
- Henrique Zaga
- Cary Elwes
- Roger Snipes
- Danny Sapani
- Freddie Fox – Ian Fleming